# Ithaginis cruentus
Il fagiano insanguinato (Ithaginis cruentus) è l'unica specie del genere Ithaginis della famiglia dei fagiani. Ha 15 diverse sottospecie.
Il nome di questa specie deriva dal fatto che i maschi hanno il piumaggio del petto, la gola e la fronte di colore rosso vivo. Le femmine sono colorate in modo più uniforme, con ombreggiature bruno rossastre. Sia i maschi che le femmine hanno un anello distinto di pelle nuda color cremisi intorno agli occhi, oltre ad avere i piedi rossi. Le sottospecie si distinguono tra loro in base alla gradazione delle piume rosse e nere.
Il fagiano insanguinato vive sulle montagne di Nepal, Sikkim, Tibet, Birmania settentrionale e nelle regioni nord-occidentali della Cina. L'habitat preferito dal fagiano insanguinato sono le foreste di conifere o miste e le zone arbustive subito sotto il limite delle nevi. I fagiani si spostano attraverso il loro areale in base alle stagioni e durante l'estate si trovano ad altitudini più elevate. Le popolazioni si dirigono verso le zone più basse verso l'inverno, quando aumentano le precipitazioni nevose. Il fagiano insanguinato è l'uccello di stato dello stato indiano del Sikkim.